# نوربرتو اسکوپونی
نوربرتو اوگو اسکوپونی (اسپانیایی: Norberto Hugo Scoponi‎؛ زادهٔ ۱۳ ژانویهٔ ۱۹۶۱) یک بازیکن فوتبال اهل آرژانتین است.

## باشگاهی
از باشگاه‌هایی که در آن بازی کرده‌است می‌توان به اتلتیکو ایندپندینته، باشگاه فوتبال کروز آزول، نیولز اولد بویز و تیم ملی فوتبال آرژانتین اشاره کرد.

## تیم ملی
وی همچنین در تیم ملی فوتبال آرژانتین بازی کرده‌است.